# Ugo Martinat

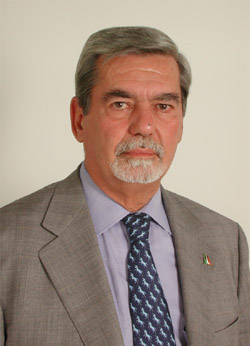
Ugo Martinat in 2001

Ugo Martinat (Settimo Torinese, 28 april 1942 - Rome, 28 maart 2009) was een Italiaans politicus.
Martinat was opgeleid als landmeter en was makelaar in onroerend goed. Sinds 1979 was hij volksvertegenwoordiger voor de neo-fascistische Movimento Sociale Italiano (MSI) en de Alleanza Nazionale. In het Kabinet-Berlusconi II was hij sinds 2001 onderminister voor infrastructuur. Hij bleef dat in het Kabinet-Berlusconi III. In het Kabinet-Berlusconi IV was hij sinds 2008 staatssecretaris voor economische ontwikkeling.